# چینچای سویو
چینچای سویو یا چینچاسیو (به اسپانیایی: Chinchaysuyo‎) منطقه استانی شمال غربی تاوانتین سویو یا امپراتوری اینکاها بود. چینچاسیو پرجمعیت‌ترین سویو (یا محله، بزرگ‌ترین بخش امپراتوری اینکاها)، سرزمین‌های سابق امپراتوری چیمو و بسیاری از شمال آند را در بر می‌گرفت. سویو در بزرگ‌ترین وسعت خود در بخش اعظم اکوادور مدرن و فقط به کلمبیای مدرن گسترش یافت. همراه با آنتیسویو، بخشی از هانان سویکونا یا «محله بالایی» امپراتوری بود.
این نام به دلیل فرهنگ چینچا است که یک پادشاهی بازرگان در منطقه ایکای فعلی بود. چینچای در زبان کچوا مخفف تیگریلو است، حیوانی که در برخی از فرهنگ‌های این منطقه به دلیل نفوذ آمازون در طول افق اولیه و متوسط اولیه، مانند فرهنگ چاوین یا مبادله تجاری بین هوارپا - وجود دارد، اگرچه از نظر فیزیکی وجود ندارد. تمدن واقع در آیاکوچو امروزی که دارای مسیرهای تجاری به آمازونا - و فرهنگ نازکا بود.
پیش از آغاز جنگ داخلی اینکاها، آتاهوالپا، پسر امپراتور متوفی اینکا ، هوآینا کاپاک، اکثریت چینچاسیو را از پایتختش در کیتو به ارث برد و حکومت کرد، با حمایت ژنرال‌ها و سربازان کهنه‌کار اینکای هوآینا کاپاک. دوازدهمین اینکا، هوآینا کاپاک، که می‌دانست در شرف مرگ است، دستور داد که قلب و اعضای بدنش را در یک کوزه بگذارند و آن را در شهر کیتو، شهری که دوست داشت، دفن کنند. علاوه بر این، هواینا کاپاک دستور داد که جسد مومیایی شده او باید برای دفن در کنار اجساد مومیایی شده اجداد سلطنتی خود به کوزکو منتقل شود. امپراتور اینکا هواسکار که پسر ارشد هواینا کاپاک بود، بقیه امپراتوری اینکاها را از کوزکو اداره کرد و از اینکه آتاهوالپا تاج پادشاهی در کیتو را بر عهده گرفت، ناراضی بود. وقایع نگاران اسپانیایی از پادشاهی آتاهوالپا به عنوان پادشاهی کیتو یاد می‌کنند. از آنجایی که بهترین سربازان امپراتوری اینکاها با آتاهوآلپا وفاداری کردند، اینکا هواسکار قادر به انجام کاری نبود.
پس از ۴ یا ۵ سال صلح، اشراف و همچنین مادر اینکا هواسکار، راوا اوکلو. او را تشویق کرد تا پادشاهی آتاهوالپا را که بیشتر چینچاسویو را در بر می‌گرفت، تسخیر کند. هوآسکار برای آتاهوالپا اولتیماتوم فرستاد و درخواست تسلیم کرد، آتاهوالپا نپذیرفت و ژنرال آتوک جوان برای حمله و تسخیر پادشاهی کیتو از آتاهوالپا فرستاده شد.

ویفالای چینچایسویو